# Hajdúnánás
Hajdúnánás è una città (18 235 abitanti) dell'Ungheria, situata nella contea di Hajdú-Bihar, a circa 40 chilometri a nord-nordovest da Debrecen.

## Amministrazione

### Gemellaggi
Hajdúnánás è gemellata con:
- Valea lui Mihai
- Piešťany
- Ustron